# Paul Savatier
Pour les articles homonymes, voir Savatier.
Ne doit pas être confondu avec Paul Sabatier.
Paul Savatier, né le 11 janvier 1931 à Poitiers et mort le 23 juillet 2018 à Châtellerault, est un romancier, comédien et scénariste pour la télévision française.

## Biographie

### Famille
Il est issu d'une lignée de juristes et d'hommes politiques du Poitou, dont les plus connus sont son père, René Savatier, et son grand-père, Henri Savatier.
Sa famille a acquis au XVIIIe siècle le domaine des Pâtrières, vaste propriété agricole située aux confins du Poitou et de la Touraine à Lésigny-sur-Creuse, dont plusieurs membres de la famille furent maires. Ce contexte régional, familial et social a fourni une part de l'inspiration de l’œuvre de Paul Savatier.

### Comédien
Après des études chez les jésuites au collège Saint-Joseph de Poitiers, Paul Savatier s'installe à Paris, étudie le cinéma à l'École technique de photographie et de cinéma (ETPC) de la rue de Vaugirard et l'art dramatique à l'Éducation par le jeu dramatique (EPJD). Il devient acteur de théâtre et passe par les troupes de Hubert Gignoux, Jean Dasté, Roger Planchon, Jean-Marie Serreau, André Barsacq, Jean-Louis Barrault et Pierre Debauche, avec qui il fonde les théâtres Daniel-Sorrano à Vincennes et des Amandiers à Nanterre.
Par la suite, il joue dans 48 films, mais l’essentiel de sa carrière est dans l’écriture de romans, de scénarios ou de dialogues de téléfilms.

### Romancier
En 1962, Paul Savatier publie son premier roman, L’Œil du centre, qui fait l'objet d'une recension élogieuse dans la Nouvelle Revue française et est comparé à la première œuvre de Simone de Beauvoir. Il sera suivi de 9 autres romans et nouvelles. Deux d'entre eux ont reçu des prix (Le Ravisseur, 1979, prix Valentine de Wolmar ; Le Photographe, 1983, prix Ève Delacroix ainsi que le prix des lectrices de Elle). Ses livres sont publiés chez Gallimard jusqu'en 1987, puis chez Robert Laffont. En 2001, il publie également un ouvrage de poésie enfantine, Alphanimaux, illustré par Paule Charlemagne et Florence Guiraud (Éditions du Sorbier, 2001), à la qualité remarquée et souvent repris sur Internet.

### Scénariste, adaptateur et dialoguiste pour la télévision
Dès 1975, Paul Savatier s’intéresse à la télévision en écrivant des scénarios, ou en adaptant des romans pour lesquels il écrit les dialogues. Il a ainsi l’occasion de travailler avec Roger Kahane, Guy Jorré, Jean Kerchbron, Robert Mazoyer et Robert Enrico.
Son plus grand succès de télévision est la série en six épisodes programmée en 1977 Au plaisir de Dieu tirée du roman de Jean d’Ormesson. Sa culture familiale, en symbiose avec celle de l’auteur lui permet d’écrire des dialogues illustrant l'ouvrage qui n'en comportait aucun.
En 1983, il effectue le même type de travail à partir du roman de Louis Aragon Les Beaux Quartiers et du roman de Jean Orieux, Catherine de Médicis, réalisé par Yves-André Hubert, avec Alice Sapritch dans le rôle-titre, et diffusé sur Antenne 2 dans le cadre de l'émission Les Dossiers de l'écran les 18 et 19 avril 1989.

### Vie privée
Paul Savatier s’est marié le 20 juillet 1957 à Élisabeth Janvier (1932-1991) comédienne, traductrice et dramaturge. Il est inhumé au cimetière de Lésigny, dans la Vienne.

## Œuvres

### Romans
- L’Œil du centre, Gallimard, 1962.
- Ce neveu silencieux, [Paris], Gallimard, 1972.
- Le Jeu du jardin, [Paris], France, Gallimard, 1974.
- L’Hiver sur le Tanganyika, Gallimard, 1977.
- Le Ravisseur, Gallimard, 1978.
- Les Jeudis d’Adrienne (nouvelles), Gallimard, 1979.
- L’Homme au gerfaut, Gallimard, 1980.
- Le Photographe, Gallimard, 1982.
- La Lettre de Roissy : roman, Gallimard, 1985.
- Le Père blessé : roman, R. Laffont, 1987.
- Pour en arriver là : nouvelles, Paris, France, R. Laffont, 1988.
- Ma mère partagée. Ce berceau de mes rêves, Les Ennemis de Paterne Berrichon, 2006.
- Alphanimaux, (avec P. Charlemagne et P .Guiraud (illustratrices), Paris, France, Éd. du Sorbier, 2001.

### Traduction et éditions
- Michael Tchekhov, traduction d'Élisabeth Janvier et Paul Savatier, Être acteur : La technique psychophysique du comédien, Paris, France, O. Perrin, coll. « Art théâtre et métier. - [S.l.] : O. Perrin », 1967, republié en 1980 et 1986 chez Pygmallion.
- Yves Elléouët, Une correspondance aux armées : Lettres du sergent Yves Elléouët à l’aspirant Paul Savatier, Rafael de Surtis, 2000, 3 vol.

## Filmographie

### Scénario, adaptation ou dialogues de téléfilms
- 1975 : L’Ortie, téléfilm de 1 h 25 réalisation Roger Kahane avec Madeleine Sologne, Michèle Moretti et Paul Savatier
- 1976 : Les Jeudis d'Adrienne (réalisation Guy Jorré), avec Danielle Darrieux, Andrée Tainsy, Sady Rébot
- 1977 : Au plaisir de Dieu (réalisation Robert Mazoyer), d’après le roman de Jean d’Ormesson avec Jacques Dumesnil
- 1978 : Pierrette, (adaptation et dialogue du roman de Balzac, réalisation Guy Jorré avec Étienne Bierry, Maria Meriko, Georges Werler, Jacques Alric, et Annick Allières.
- 1979 : Un neveu silencieux, téléfilm de 1 h 36, réalisation Robert Enrico, avec Jean Bouise, Sylvain Seyrig, Lucienne Hamon.
- 1982 : Tante Blandine (réalisation Guy Jorré), avec Renée Faure, André Falcon, Geneviève Brunet, Jean Turpin, Annick Allières
- 1983 : Les Beaux quartiers, téléfilm adapté du roman Louis Aragon, réalisation Jean Kerchbron avec Bernard Brieux, Jean-Philippe Puymartin, Julien Guiomar ; 1er épisode diffusé le 31 mars 1983 sur TF1, 2e épisode diffusé le 16 avril 1983 sur TF1, 3e épisode diffusé le 23 avril 1983 sur TF1.
- 1985 : Le Prix d'un homme (réalisation Guy Jorré), avec Bernard Haller, Gabriel Cattand, Elia Clavel (Festival de l’humour à Chamrousse)
- 1989 : Catherine de Médicis (sélection « 7 d’or » (Chambord/Vincennes) d'après le roman de Jean Orieux, réalisé par Yves-André Hubert, avec Alice Sapritch dans le rôle-titre

### Acteur au cinéma
- 1970 :  L'Aveu de Costa-Gavras
- 1970 :  Le Mur de l'Atlantique de Marcel Camus : le gardien de prison
- 1976 :  Moi, Pierre Rivière, ayant égorgé ma mère, ma sœur et mon frère... de René Allio : le curé de Courvaudon
- 1987 : Il est génial papy ! de Michel Drach : le surveillant général

### Acteur à la télévision
- 1962 :  Paludi, téléfilm de Gilbert Pineau : premier ouvrier
- 1963 : Thierry la Fronde, feuilleton de Jean-Claude Deret, épisode 4 de la saison 1 : Jacob
- 1972 : Les Enquêtes du commissaire Maigret de Jean-Louis Muller, épisode : Le Port des brumes : le chef éclusier
- 1972 :  Les Fossés de Vincennes, téléfilm de Pierre Cardinal : Bouvet de l'Hozier
- 1972 :  Les Gens de Mogador - Saison 1 : Docteur Lapierre
- 1973 :  Beau-François, téléfilm de Roger Kahane : une victime
- 1974 :  La Crécelle, téléfilm de Roger Kahane : Ricardo
- 1974 :  Les Faucheurs de marguerites - Saison 1 : Perrin
- 1974 : Un curé de choc (26 épisodes de 13 minutes) de Philippe Arnal
- 1975 :  L'Ortie, téléfilm de Roger Kahane : Grosjean
- 1975 : Pilotes de courses, série télévisée de Robert Guez : M. Fory
- 1977 :  Un neveu silencieux, téléfilm de Robert Enrico
- 1977 : Recherche dans l'intérêt des familles de Philippe Arnal
- 1978 : Messieurs les jurés : L'Affaire Servoz d'André Michel
- 1978 : Les Brigades du Tigre, épisode Les Demoiselles du Vésinet de Victor Vicas : Jean Couteau
- 1980 : Médecins de nuit de Peter Kassovitz, épisode : L'usine Castel (série télévisée)
- 1985 : Vincente, téléfilm de Bernard Toublanc-Michel
- 1987 : Les Enquêtes du commissaire Maigret, épisode : Un échec de Maigret de Gilles Katz : Victor
- 1989 : Catherine de Médicis, téléfilm d'Yves-André Hubert : le cardinal de Lorraine